# Wavrin
Wavrin é uma comuna francesa na região administrativa de Altos da França, no departamento do Norte. Estende-se por uma área de 13.55 km². Em 2010 a comuna tinha 7 786 habitantes (densidade: 574,6 hab./km²).